# Gabriel Byrne
Gabriel Byrne (Dublín, 12 de maig de 1950) és un actor, director i productor de cinema irlandès. La seva filmografia principal com a actor inclou títols com Excàlibur (1981), Hanna K (1983), Hello Again (1987), Mort entre les flors (1990), Cool World (1992), Point of No Return (1993), A Dangerous Woman (1993), Donetes (1994), Prince of Jutland (1994), Sospitosos habituals (1995), Dead Man (1995), El final de la violència (1997), L'home de la màscara de ferro (1998), Enemy of the State (1998), Stigmata (1999), End of Days (1999), Spider (2002), In Treatment (2009) i la sèrie Vikings (2013-?).

## Filmografia

### Actor

#### Anys 1970-1980

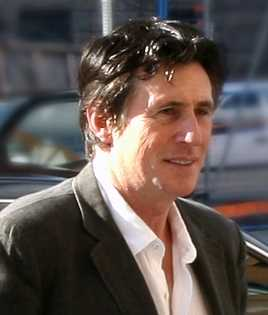
Gabriel Byrne al Festival internacional de Cinema de Toronto el 2007.

- 1978: The Riordans (sèrie de televisió): Pat Barry (4 episodis 1978-1979)
- 1978: Bracken (sèrie de televisió): Pat Barry
- 1981: Treatment (TV)
- 1981: Excàlibur (Excalibur) de John Boorman: Uther Pendragon
- 1981: The Search for Alexander the Great (fulletó TV): Claudi Ptolemeu
- 1982: Joyce in June (TV): Keogh / Blazes Boylan
- 1983: The Rocking Horse Winner curt de Robert Bierman: Bassett
- 1983: Hanna K de Costa-Gavras: Joshua Herzog
- 1983: The Keep de Michael Mann: Major Kaempffer
- 1983: Wagner (fulletó TV): Karl Ritter
- 1984: Reflections de Kevin Billington: William Masters
- 1985: Defence of the Realm de David Drury: Nicholas Mullen (Nick)
- 1985: Christopher Columbus (fulletó TV): Cristòfor Colom
- 1985: Mussolini: The Untold Story (fulletó TV): Vittorio Mussolini
- 1986: Gothic de Ken Russell: Lord Byron
- 1987: Lionheart de Franklin J. Schaffner: Príncep negre
- 1987: Júlia i Júlia (Giulia e Giulia) de Peter Del Monte: Paolo Vinci
- 1987: Hello Again de Frank Perry: Kevin Scanlon
- 1987: Siesta de Mary Lambert: Augustine
- 1988: The Courier de Frank Deasy i Joe Lee: Val
- 1988: Guerra de passions (A Soldier's Tale) de Larry Parr: Saul
- 1989: Diamond Skulls de Nick Broomfield: Hugo

#### Anys 1990
- 1990: Mort entre les flors (Miller's Crossing) d'Joel Coen i Ethan Coen: Tom Reagan
- 1990: Haakon Haakonsen de Nils Gaup: Lt John Merrick
- 1992: Escapada a l'Oest (Into the West) de Mike Newell: Papa Reilly
- 1992: Cool World de Ralph Bakshi: Jack Deebs
- 1993: L'assassina (Point of No Return) de John Badham: Bob
- 1993: Una dona perillosa (A Dangerous Woman) de Stephen Gyllenhaal: Mackey
- 1994: All Things Bright and Beautiful de Barry Devlin: El bon lladre
- 1994: Prince of Jutland de Gabriel Axel: Fenge
- 1994: Un cop de destí (A Simple Twist of Fate) de Gillies MacKinnon: John Newland
- 1994: Trial by Jury de Heywood Gould: Daniel Graham
- 1994: Donetes (Little Women) de Gillian Armstrong: Friedrich Bhaer
- 1995: Buffalo Girls (TV): Teddy Blue
- 1995: Dead Man de Jim Jarmusch: Charles Ludlow Dickinson (Charlie)
- 1995: Sospitosos habituals (Usual Suspects) de Bryan Singer: Dean Keaton
- 1995: Frankie Starlight de Michael Lindsay-Hogg: Jack Kelly
- 1995: Irish Cinema: Ourselves Alone? de Donald Taylor Black: Narrador (veu)
- 1996: Draiocht (TV)
- 1996: Encantat de matar-te (Mad Dog Time) de Larry Bishop: Ben London
- 1996: The Last of the High Kings de David Keating: Jack Griffin
- 1996: Somebody Is Waiting de Martin Donovan: Roger Ellis
- 1997: Smilla, el missatge de la neu (Froken Smillas fornemmelse for sne) de Bille August: El mecànic
- 1997: El final de la violència (The End of Violence) de Wim Wenders: Ray Bering
- 1997: Weapons of Mass Distraction (TV): Lionel Powers
- 1997: This is the Sea de Mary McGuckian: Rohan
- 1998: Polish Wedding de Theresa Connelly: Bolek
- 1998: L'home de la màscara de ferro (The Man in the Iron Mask) de Randall Wallace: Capità D'Artagnan
- 1998: The Brylcreem Boys de Terence Ryan: Sean O'Brien
- 1998: Quest for Camelot de Frederik Du Chau: Sir Lionel (veu)
- 1998: Enemy of the State de Tony Scott: Fake Brill
- 1999: Stigmata de Rupert Wainwright: Pare Andrew Kiernan
- 1999: End of Days de Peter Hyams: L'home / Satanàs

#### Anys 2000
- 2000: Canone inverso - Making Love de Ricky Tognazzi: El violonista
- 2000: Madigan Men (sèrie de televisió): Benjamin Madigan
- 2002: Virginia's Run de Peter Markle: Ford Lofton
- 2002: Spider de David Cronenberg: Bill Cleg
- 2002: Emmett's Mark de Keith Snyder: Jack Marlow / Stephen Bracken
- 2002: Ghost Ship: vaixell fantasma (Ghost Ship) de Steve Beck: Capità Sean Murphy
- 2003: Shade: Joc d'assassins (Shade) de Damian Nieman: Charlie Miller
- 2004: Vanity Fair de Mira Nair: El Marquès de Steyne
- 2004: P.S. de Dylan Kidd: Peter Harrington
- 2004: The Bridge of San Luis Rey de Mary McGuckian: Germà Juniper
- 2005: Assalt a la comissaria del districte 13 (Assault on Precinct 13) de Jean-François Richet: Marcus Duvall
- 2005: Wah-Wah de Richard E. Grant: Harry Compton
- 2006: Jindabyne de Ray Lawrence: Stewart Kane
- 2006: Played de Sean Stanek: Eddie
- 2007: Emotional Arithmetic de Paolo Barzman: Christopher Lewis
- 2008: In Treatment (sèrie de televisió): Paul Weston
- 2008: 2:22 de Phillip Guzman: Detectiu Swain
- 2009: Leningrad d'Aleksandr Buravski: Phillip Parker

#### Anys 2010
- 2012: I, Anna de Barnaby Southcombe: DCI Bernie Reid
- 2012: Secret State (sèrie de televisió) d'Ed Fraiman: Tom Dawkins
- 2012: El capital (Le Capital) de Costa-Gavras: Dittmar Rigule
- 2013: Le Temps de l'aventure de Jérôme Bonnell: Douglas
- 2013: All Things to All Men de George Isaac: Joseph Corso
- 2013: Vikings (sèrie de televisió) de Michael Hirst: Jarl Haraldson
- 2013: Deadly Games de George Isaac: Joseph Corso
- 2014: Vampire Academy de Mark Waters: Victor Dashkov
- 2014: Quirke de Andrew Davies i Conor McPherson: Metge quirke
- 2015: Ningú no vol la nit d'Isabel Coixet
- 2015: Louder than Bombs de Joachim Trier

### Productor
- 1992: Escapada a l'Oest (Into the West)
- 1993: En el nom del pare (In the Name of the Father)
- 1996: Dr Hagard's Disease
- 1996: Somebody Is Waiting
- 1998: The Brylcreem Boys
- 2000: Mad About Mambo

### Guionista
- 1996: Draiocht (TV)
- 1996: The Last of the High Kings

## Premis i nominacions
Premis
- 2009: Globus d'Or al millor actor en sèrie dramàtica per In Treatment

Nominacions
- 2008: Primetime Emmy al millor actor en sèrie dramàtica per In Treatment
- 2009: Primetime Emmy al millor actor en sèrie dramàtica per In Treatment